# Sérékalé
Sérékalé est l'un des sept arrondissements de la commune de Nikki dans le département du Borgou au Bénin.

## Géographie
L'arrondissement de Sérékalé est situé au nord-est du Bénin et compte 6 villages que sont Ganrou Bariba, Ganrou Peuhl, Kassakpere, Ouenra Peulh, Serekale Centre et Serewondirou.

## Démographie
Selon le recensement de la population de 2013 conduit par l'Institut national de la statistique et de l'analyse économique (INSAE), Sérékalé compte 15 804 habitants.